# Guayakí
Guayakí (Aché, Guayaqui), pleme Indijanaca porodice Tupi-Guarani nastanjeno u paragvajskim prašumama Caaguazu i Villaricca. Gvajaki žive organizirani po malenim nomadskim skupinama (oko 20 ljudi) koje se bave sakupljanjem divlje biljne hrane, lovom, i ribolovom. Njihove nastambe tek su privremena skloništa. Gvajaki se ne bave zemljoradnjom ali važnu ulogu ima med. Za vrijeme hladne sezone tokom šestog i sedmog mjeseca ima obilje meda. Da je vrijeme potrage za medom Gvajaki znaju prema posebnoj boji lijane timbó, onda oni polaze u potragu za njim. 
Gvajaki nisu bijelcima nikada predstavljali opasnost, osim za njihove konje čije meso vole jesti. Guarani, njihovi srodnici stoljećima su ih hvatali i ubijali. Sredinom 18. stoljeća dio njih je okupljen na španjolske misije, gdje su ih bezuspješno pokušali civikizirati. genocidni at protiv njih nastavlja se i 1970.-tih a provode ga Paragvajci španjolskog i gvaranskog pordrijetla. Sredinom istih godina nekoliko stotina Gvajaka je zaštićeno na protestantskom rezervatu, a ostali što su ostali živjeti u šumama, još su uvijek izloženi napadima neo-Paragvajaca.
Prema podacima Joshua Projecta (za 2005. godinu) ima ih 900. Njihov broj vjerojatno je u drugoj polovici 20 stoljeća bio veći, pa je od četiri njihove glavne skupine koje su bile kontaktirane brojno stanje iznosilo: Yvytyruzu Aché, 60; Sjeverni Aché, 650; Ypety Aché, 40; Ñacunday Aché, 28. Popisom iz 1987. populacija ovih skupina je manja: Yvytyruzu Aché 87; Sjeverni Aché 459, Ypety Aché 30, Ñacunday Aché 38. Sjeverni Aché i Yvytyruzu bili su do ranih 1930. jedinstvena skupina koja se kasnije raspala, i više se nisu nikad ujedinili. 
Tri njihova glavna naselja su Colonia Nacional Guayakí u departmanu Caazapá; Cerro Moroti; i katolički rezervat kod Curuguatyja

## Vanjske poveznice
- Ache (španjolski)
- h[ttp://www.everyculture.com/South-America/Ache.html Ache]